# 竹林館
株式会社竹林館（ちくりんかん）は、日本の出版社。大阪市北区に本社を置く。「関西からの知の発信」をテーマに「美しい本」創りを標榜している。

## 沿革
大阪の詩人：水口洋治が、1974年に創業する。しばらく詩集などを出す弱小出版社であったが、左子真由美によって、関西方面での様々な人脈を伝手に、表現活動をする作家からの書籍化の依頼を受けて次第に大きくなり、株式会社として1978年頃に成立する。
詩の雑誌『PO』を、1974年に創刊し、季刊発行の総合詩誌として2022年春まで 184号を数え、刊行継続中。

## 発刊書籍の種類
- 詩歌・個人,詩歌
- エッセイ、評論、小説、童話
- 社会、教育、哲学、宗教
- 写真集、画集、
- 一般書、ビジネス書、趣味・生活の書
- 自然科学、ソフィア叢書 (学術書)
- 関西詩人協会の出版物(左子が旧代表)、その関連団体の詩集

など。

## 書籍・会社の報道
- 2017年8月26日、奥村和子・楫野政子著『みはてぬ夢のさめがたく―新資料でたどる石上露子』が8月26日付産経新聞夕刊に「女たちの『見はてぬ夢』」というタイトルで紹介された[3]。
- 2019年12月06日、「読売新聞」朝刊に『恋して、歌ひて、あらがひて』の著者、奥村和子さんが「歌人・露子尽きぬ魅力」というテーマで大きく取り上げられた[4]。
- 近藤貴洋画集『Parisの色』2021年1月16日付中日新聞に書評、2020年10月26日付「文化通信」に紹介[5]。
- 梅澤智恵子詩集『ひろがる　ひろがる』の中の「かくれんぼ」が『子どものための少年詩集2020』（銀の鈴社)の優秀作品に選定された。
- 2021年1月10日、関西詩人協会による2020アンソロジー『いのちを抱いて歩もう ―コロナを克えて！―』を発刊。2021年2月1日付け「文化通信」、1月23日付「毎日新聞」夕刊、2月7日付「大阪民主新報」に記事が掲載された。